# Дабро-Боснийская митрополия
Дабро-Боснийская митрополия (серб. Митрополија дабробосанска) — территориально-административная и каноническая структура Сербской православной церкви. Центр епархии — город Сараево, однако, фактически, резиденция располагается в его пригороде — районе Соколац.
В состав митрополии входят четыре наместничества — Сараевское, Травничско-Зеничское, Фочанское и Горажданско-Вишеградское. На территории митрополии находятся также Сараевская семинария, Духовная академия в Фоче и три монастыря: Успения Пресвятой Богородицы в Добруне, Святой Троицы в Возуче и Святого великомученика Георгия в Романии.

## Епископы
От основания до турецкого завоевания (1219—1463):
- Христофор (XIII век)
- Иоанникий (до 1292)
- Мефодий (конец XIII)
- Николай I (1284—1292)
- Иоанн I (XIII век)
- Спиридон (между 1286/1292)
- Исаия I (1281—1291)
- Иоанн II (после 1286)
- Иоанн III (после 1286)
- Исаия II (конец XIII века)
- Гавриил (XIII век)
- Иоанн IV (1301—1317)
- Николай II (начало XIV века)
- Николай III (до 1328 — около 1330)
- Марк (около 1532)

Печская патриархия (1557—1766)
- Варлаам (около 1557)
- Симеон (около 1573)
- Иосиф (1575)
- Гавриил Аврамович (1578—1588)
- Петроний (1578—1589)
- Авксентий (1589—1601)
- Феодор (1601—1619)
- Макарий (около 1620)
- Исаииа (1627—1635)
- Гавриил Предоевич (до 1638)
- Исаиа II (1640—1655)
- Лонгин (1656—1666)
- Христофор (1666—1681)
- Афанасий Любоевич (1681—1688)
- Виссарион II (1690—1708)
- Исайя III (1708—1709)
- Моисей Петрович (1709—1713)
- Мелетий Умиенович (1713—1740)
- Гавриил Михич Михаилович (1741—1752)
- Паисий Лазаревич (1752—1759)
- Василич Йованович Бркич (1760—1763)
- Дионисий (1763?)
- Серафим (1753 — после 1790)

Константинопольская патриархия
- Даниил (около 1769)
- Кириил (1776—1779)
- Паисий (до 1793—1802)
- Каллиник (1808—1816)
- Евгений (1808?)
- Вениамин (1816—1835)
- Амвросий (Папагеоргополос) (9 сентября 1835 — 12 сентября 1840)
- Игнатий (1841—1851)
- Прокопий (1851—1856)
- Дионисий (1856—1860)
- Игнатий II (24 декабря 1860 — апрель 1868)
- Дионисий (Илиевич) (13 апреля 1868 — 5 мая 1872[1])
- Паисий (5 мая 1872 — 28 октября 1873)[2]
- Анфим (Алексиадис) (22 декабря 1873 — ноябрь 1880)

Карловацкая патриархия
- Савва (Косанович) (29 марта 1881 — 10 сентября 1885)
- Георгий (Николаевич) (2 февраля 1886 — 20 февраля 1896)
- Николай (Мандич) (7 декабря 1896 — 6 февраля 1907)
- Евгений (Летица) (7 декабря 1907 — 7 ноября 1920)

Сербская православная церковь
- Петр (Зимонич) (7 ноября 1920 — июнь 1941)
- Нектарий (Круль) (12 июня 1951 — 7 сентября 1966)
- Владислав (Митрович) (1 июня 1967 — май 1992)
- Николай (Мрджя) (май 1992 — 27 октября 2015)
- Григорий (Дурич) (28 октября 2015 — 24 мая 2017)
- Хризостом (Евич) (с 24 мая 2017)